# Michael Emerson
Michael Emerson (Cedar Rapids, Iowa, 1954. szeptember 7. –) kétszeres Primetime Emmy-díjas amerikai színész.
Ismertebb alakításai közt található a sorozatgyilkos William Hinks az Ügyvédek (2000–2001) és Benjamin Linus a Lost – Eltűntek (2006–2010) című televíziós sorozatokban. Mindkét szerepével egy-egy Primetime Emmy-díjjal lett gazdagabb. Feltűnt A célszemély (2011–2016) és A zöld íjász (2017-2018) című sorozatokban is. 2019-től az Evil című természetfeletti drámasorozat főszereplője.
Filmes szereplései közé tartozik Zep Hindle a legelső, 2004-es Fűrész filmben.

## Élete és pályafutása
Az iowai Toledóban nőtt fel. A Drake Universityn színjátszást tanult, majd diplomáját megszerezve 1976-ban New York-ba költözött. Nem talált színészi ambíciójának megfelelő munkát, így szabadúszó rajzolóként dolgozott. 1986-ban első feleségével a floridai Jacksonville-be költözött. 1993-ig rajzolásból tartotta fenn magát, illetve tanított és iskolaigazgató lett.
1993-ban beiratkozott az Alabama Shakespeare Fesztivál Alabamai Egyetemmel közös művész mesterképzés hivatásos színészek képzési programjára. Diplomázás után Emerson visszatért New Yorkba. Végül 1997-ben érkezett el számára a nagy áttörés, amikor főszerepben játszott Moisés Kaufman Gross Indecency: The Three Trials of Oscar Wilde című Broadway-darabjában, Oscar Wilde-ot alakítva. A következő években Emerson további hat színpadi darabban játszott. Uma Thurman oldalán a molière-i A mizantróp-ban (1998) és 1999-ben Kevin Spaceyvel is fellépett.
Kate Burton oldalán már filmfőszereplőként jelent meg. Játszott az Ügyvédek című sorozatban is, ahol egy sorozatgyilkost alakított. A legismertebb karakterei egyike Zep Hindle volt a Fűrész (2004) című horrorfilmben.
2006-ban játszotta el először a Lost – Eltűntek című filmsorozatban Benjamin Linus szerepét, majd ugyanebben az évben, a 3. évadtól a sorozat rendszeres szereplőjévé vált. 2011 és 2016 között A célszemély című sorozat egyik főszereplőjét alakította, a különleges, kicsit fura milliárdos Harold Finchet, aki általában Harold Wren álnéven bukkan fel.
Első feleségétől elvált. 1998-ban összeházasodott Carrie Preston színésznővel.

## Filmográfia

### Film
| Év        | Magyar cím                      | Eredeti cím                     | Szerep              | Magyar hang     |
| --------- | ------------------------------- | ------------------------------- | ------------------- | --------------- |
| 1997      |                                 | The Journey                     | Michael             |                 |
| 1998      | Hajó, ha nem jó                 | The Impostors                   | Burtom asszisztense |                 |
| 1998      | Szeress, ha tudsz!              | Playing by Heart                | Bosco               |                 |
| 1999      | Elviszlek, ha kéred             | I'll Take You There             | Tom                 |                 |
| 1999      | A pálya csúcsán                 | For Love of the Game            | Gallery Doorman     |                 |
| 2002      | A hűtlen                        | Unfaithful                      | Josh                |                 |
| 2004      | Fűrész                          | Saw                             | Zep Hindle          | Fazekas István  |
| 2004      |                                 | Straight-Jacket                 | Victor              |                 |
| 2005      |                                 | 29th and Gay                    | Gorilla             |                 |
| 2005      | Zorro legendája                 | The Legend of Zorro             | Harrigan            | Várkonyi András |
| 2006      |                                 | Jumping Off Bridges             | Frank Nelson        |                 |
| 2008      | Felkészültél? OK!               | Ready? OK!                      | Charlie New         |                 |
| 2010      |                                 | Goldstar, Ohio (rövidfilm)      | Steve Harper        |                 |
| 2012–2013 | Batman: A sötét lovag visszatér | Batman: The Dark Knight Returns | Joker (hangja)      | Láng Balázs     |

### Televízió
| Év        | Magyar cím                               | Eredeti cím                                    | Szerep                | Megjegyzések                                               |
| --------- | ---------------------------------------- | ---------------------------------------------- | --------------------- | ---------------------------------------------------------- |
| 1990      |                                          | Orpheus Descending                             | bohóc                 | tévéfilm                                                   |
| 1998      | Grace és Gloria                          | Grace & Glorie                                 | Arnold Dudley         | tévéfilm                                                   |
| 1999      |                                          | Stark Raving Mad                               | Mr. Putnam            | 1 epizód                                                   |
| 2000      | A körzet                                 | The District                                   | férfi a bárban        | 1 epizód                                                   |
| 2000–2001 | Ügyvédek                                 | The Practice                                   | William Hinks         | 6 epizód                                                   |
| 2001      |                                          | The Education of Max Bickford                  | ismeretlen szerep     | 1 epizód                                                   |
| 2001      |                                          | Sounds from a Town I Love                      | ismeretlen szerep     | rövidfilm                                                  |
| 2002      | Egy gyilkosság története                 | The Laramie Project                            | tisztelendő           | tévéfilm                                                   |
| 2002      | Esküdt ellenségek: Bűnös szándék         | Law & Order: Criminal Intent                   | Gerry Rankin          | 1 epizód                                                   |
| 2002      | X-akták                                  | The X-Files                                    | Oliver Martin         | 1 epizód                                                   |
| 2003      | Nyomtalanul                              | Without a Trace                                | Stuart Wesmar         | 1 epizód                                                   |
| 2003      |                                          | Skin                                           | Scarpelli             | minisorozat (1 epizód)                                     |
| 2003      |                                          | Whoopi                                         | F. Thomas Erickson    | 1 epizód                                                   |
| 2004      | Esküdt ellenségek: Különleges ügyosztály | Law & Order: Special Victims Unit              | Allan Shaye           | egy epizód                                                 |
| 2005      |                                          | The Inside                                     | Marty Manning         | 1 epizód                                                   |
| 2006–2010 | Lost – Eltűntek                          | Lost                                           | Benjamin Linus        | - főszereplő (78 epizód) - magyar hangja: - Besenczi Árpád |
| 2007      |                                          | Lost: Missing Pieces                           | Benjamin Linus        | 2 epizód                                                   |
| 2010      |                                          | Frontline                                      | John Winthrop         | 1 epizód                                                   |
| 2011      | Vásott szülők                            | Parenthood                                     | Andy Fitzgerald       | 1 epizód                                                   |
| 2011      | G. I. Joe Renegátok                      | G.I. Joe: Renegades                            | Doctor Venom (hangja) | 1 epizód                                                   |
| 2011      | Generátor Rex                            | Generator Rex                                  | Alpha Nanite (hangja) | 1 epizód                                                   |
| 2011–2016 | A célszemély                             | Person of Interest                             | Harold Finch          | főszereplő (103 epizód)                                    |
| 2014      |                                          | The Mystery of Matter: Search for the Elements | narrátor (hangja)     | 3 epizód                                                   |
| 2017      | Karmok                                   | Claws                                          | Ted                   | 1 epizód                                                   |
| 2017–2018 | A zöld íjász                             | Arrow                                          | Cayden James          | 7 epizód                                                   |
| 2018      | Mozart a dzsungelben                     | Mozart in the Jungle                           | Morton Norton         | 2 epizód                                                   |
| 2019      | A rózsa neve                             | The Name of the Rose                           | apát                  | 8 epizód                                                   |
| 2019–2024 |                                          | Evil                                           | Leland Townsend       | főszereplő                                                 |

## Díjak és jelölések
- Primetime Emmy-díj (2001) - Legjobb férfi epizódszereplő - Ügyvédek (William Hinks)
- Primetime Emmy-díj (2009) - Legjobb férfi mellékszereplő - Lost – Eltűntek ('A halott az halott' című epizódban nyújtott alakításáért) (Benjamin Linus)
- jelölés: Primetime Emmy-díj  (2007) - Legjobb férfi mellékszereplő - Lost – Eltűntek ('A férfi a függöny mögött' című epizódért) (Benjamin Linus)
- jelölés: Primetime Emmy-díj (2008) - Legjobb férfi mellékszereplő - Lost – Eltűntek (Az 'Eljövendő dolgok' című epizódért) (Benjamin Linus)